# Шајнфелд
Шајнфелд (њем. Scheinfeld) град је у њемачкој савезној држави Баварска. Једно је од 38 општинских средишта округа Нојштат ан дер Ајш-Бад Виндсхајм. Према процјени из 2010. у граду је живјело 4.680 становника. Посједује регионалну шифру (AGS) 9575161.

## Географски и демографски подаци
Шајнфелд се налази у савезној држави Баварска у округу Нојштат ан дер Ајш-Бад Виндсхајм. Град се налази на надморској висини од 304 метра. Површина општине износи 45,1 km². У самом граду је, према процјени из 2010. године, живјело 4.680 становника. Просјечна густина становништва износи 104 становника/km².

## Међународна сарадња
| Мјесто | Држава    | Врста сарадње | Од    |
| ------ | --------- | ------------- | ----- |
|        | Француска | партнерство   | 1986. |
| Извор  |           |               |       |